# Idiopteryx
Idiopteryx is een geslacht van vlinders van de familie Lecithoceridae.

## Soorten
- I. bivia (Meyrick, 1918)
- I. descrapentriesella Viette, 1954
- I. haeresiella (Wallengren, 1875)
- I. marionella Viette, 1954
- I. obliquella (Walsingham, 1881)